# Liste der Anime-Titel (2004–2005)
Dies ist eine chronologisch sortierte Liste der Anime-Titel von 2004 bis 2005.

## 2004
| Name                                                                            | Alternative Namen | Veröffentlichungsjahr | Studio(s)                              |
| ------------------------------------------------------------------------------- | --- | --------------------- | -------------------------------------- |
| 48×61                                                                           | | 2004 als Kurzfilm     | Madhouse                               |
| Ai Shimai: Tsubomi… Yogoshite Kudasai (2 Folgen)                                | 愛姉妹 蕾…汚してください | 2004 als OVA          | Pink Pineapple, SOFGARE                |
| Air (13 Folgen)                                                                 | | 2004 als Fernsehserie | Kyōto Animation                        |
| Aishiteruze Baby (26 Folgen)                                                    | 愛してるぜ ベイベ★★ | 2004 als Fernsehserie | Tokyo Movie                            |
| Ajisai no Uta (eine Folge)                                                      | あじさいの唄, Song of Hydrangea | 2004 als OVA          | Soft On Demand                         |
| Akibakei Kanojo (3 Folgen)                                                      | Akiba Girls | 2004 als OVA          | Milky                                  |
| Alice Academy (26 Folgen)                                                       | 学園アリス, Gakuen Arisu | 2004 als Fernsehserie | Group TAC, Green                       |
| Angel Blade Punish! (eine Folge)                                                | エンジェルブレイドパニッシュ!, Enjeru Bureido Panisshu!                                                                               | 2004 als OVA          | Asahi Production                       |
| Angelium (2 Folgen)                                                             | アンジェリウム | 2004 als OVA          | A.P.P.P., Moon Rock                    |
| Animation Runner Kuromi: Nihon no Anime wa Watashi ga Tsukuru 2 (eine Folge)    | アニメーション制作進行くろみちゃん 日本のアニメは私が作る!2, Anime Seisaku Shinkō Kuromi-chan: Nihon no Anime wa Watashi ga Tsukuru 2 | 2004 als OVA          | Yumeta Company                         |
| Aniyome (2 Folgen)                                                              | 兄嫁 | 2004 als OVA          | Y.O.U.C.                               |
| Appleseed                                                                       | アップルシ－ド, Appurushīdo | 2004 als Film         | Digital Frontier                       |
| Area 88 (12 Folgen)                                                             | エリア88, Eria 88 | 2004 als Fernsehserie | Group TAC                              |
| Azusa, Otetsudai Shimasu! (eine Folge)                                          | アズサ、お手伝いします! | 2004 als Special      | TMS Entertainment                      |
| Bakunyū Oyako (2 Folgen)                                                        | 爆乳母娘, Anyone You Can Do…I Can Do Better!                                                                                          | 2004 als OVA          | Digital Works, Y.O.U.C.                |
| B-Densetsu! Battle B-Daman (52 Folgen)                                          | B-伝説! バトルビーダマン, B-Densetsu! Batoru Bīdaman                                                                                  | 2004 als Fernsehserie | Nihon Animedia                         |
| Beck (26 Folgen)                                                                | ベック | 2004 als Fernsehserie | Madhouse                               |
| Bible Black La Lanza de Longinus: Shin Bible Black (6 Folgen)                   | 新・バイブルブラック, Shin Baibura Burakku                                                                                            | 2004 als OVA          | Studio Jam                             |
| Das Bildnis der Petit Cossette (3 Folgen)                                       | コゼットの肖像, Kosetto no Shōzō, Cossette no Shōzō                                                                                   | 2004 als OVA          | Daume                                  |
| Black Gate (2 Folgen)                                                           | ブラックゲート, Burakku Gēto | 2004 als OVA          | Studio Jam                             |
| Black Jack (61 Folgen)                                                          | ブラック・ジャック, Burakku Jakku | 2004 als Fernsehserie | Tezuka Productions                     |
| Bleach (366 Folgen)                                                             | BLEACH | 2004 als Fernsehserie | Studio Pierrot                         |
| Bleach: Memories in the Rain (eine Folge)                                       | | 2004 als OVA          | Studio Pierrot                         |
| Bōken Ō Beet (77 Folgen)                                                        | 冒険王ビィト, Beet the Vandel Buster                                                                                                  | 2004 als Fernsehserie | Tōei Animation                         |
| Bōkyaku no Senritsu (24 Folgen)                                                 | 忘却の旋律, Melody of Oblivion | 2004 als Fernsehserie | J.C.Staff                              |
| Bōkyaku no Senritsu (24 Folgen)                                                 | 忘却の旋律 | 2004 als Fernsehserie | J.C.Staff                              |
| Burn Up Scramble (12 Folgen)                                                    | バーンナップスクランブル | 2004 als Fernsehserie | AIC Spirits                            |
| Burst Angel (24 Folgen)                                                         | 爆裂天使, Bakuretsu Tenshi | 2004 als Fernsehserie | Gonzo                                  |
| Chikan Jūnin-tai The Animation (5 Folgen)                                       | 痴漢十人隊 THE ANIMATION | 2004 als OVA          | Soft On Demand                         |
| Chikanja Thomas (eine Folge)                                                    | 痴漢者トーマス, Perverted Thomas | 2004 als OVA          |                                        |
| Chō Henshin Cos ∞ Prayer (8 Folgen)                                             | 超変身コス∞プレイヤー, The Cosmopolitan Prayers                                                                                       | 2004 als Fernsehserie | IMAGIN, Studio Live                    |
| Chōbatsu Yobikō (2 Folgen)                                                      | 懲罰予備校, Bondage 101, Discipline Prep School                                                                                       | 2004 als OVA          | Y.O.U.C.                               |
| Chōjūshin Gravion Zwei (12 Folgen)                                              | 超重神グラヴィオンツヴァイ, Chōjūshin Guravion Tsuvai, Gravion Zwei, Super Heavy God Gravion Zwei                                     | 2004 als Fernsehserie | Gonzo                                  |
| Dan Doh!! (26 Folgen)                                                           | ダンドー, Dandō | 2004 als Fernsehserie | HoriPro, Tokyo Kids                    |
| Dangerous Jii-san Ja (51 Folgen)                                                | でんぢゃらすじーさん邪 | 2004 als Fernsehserie | Studio Hibari                          |
| Dead Leaves (eine Folge)                                                        | デッド・リーブス | 2004 als OVA          | Production I.G                         |
| DearS (12 Folgen)                                                               | ディアーズ | 2004 als Fernsehserie | Daume                                  |
| Detektiv Conan – Der Magier mit den Silberschwingen                             | 名探偵コナン 銀翼の奇術師, Meitantei Konan: Gin’yoku no Majishan                                                                      | 2004 als Film         | TMS Entertainment                      |
| Discode - Ijō Seiai (3 Folgen)                                                  | DISCODE 異常性愛, Discode 1.2.3 | 2004 als OVA          | D3                                     |
| Doraemon: Nobita's Wannyan Space-Time Legend                                    | ドラえもん のび太のワンニャン時空伝                                                                                                   | 2004 als Film         | Shin’ei Dōga                           |
| Duel Masters Charge (52 Folgen)                                                 | デュエル・マスターズ チャージ, Dyueru Masutāzu Chāji                                                                                  | 2004 als Fernsehserie | SynergySP                              |
| Elfen Lied (13 Folgen)                                                          | エルフェンリート, Erufen Rīto | 2004 als Fernsehserie | Arms                                   |
| Enzai (2 Folgen)                                                                | 冤罪 | 2004 als OVA          |                                        |
| Fantastic Children (26 Folgen)                                                  | ファンタジックチルドレン | 2004 als Fernsehserie | Nippon Animation                       |
| Final Approach (13 Folgen)                                                      | Φなる・あぷろーち, ふぁいなる・あぷろーち                                                                                             | 2004 als Fernsehserie | Zexcs                                  |
| Frivole Unschuld (eine Folge)                                                   | Front Innocent ~もうひとつのレディイノセント~, Front Innocent – Mō Hitotsu no Lady Innocent                                           | 2004 als OVA          | EarthWork, Moon Rock                   |
| Fūjin Monogatari (13 Folgen)                                                    | 風人物語, Windy Tales | 2004 als Fernsehserie | Production I.G                         |
| Futakoi (13 Folgen)                                                             | 双恋 | 2004 als Fernsehserie | Telecom Animation Film                 |
| Galaxy Angel X (26 Folgen)                                                      | ギャラクシーエンジェルX | 2004 als Fernsehserie | Madhouse                               |
| Gankutsuō (24 Folgen)                                                           | 巌窟王 | 2004 als Fernsehserie | Gonzo                                  |
| Gantz (26 Folgen)                                                               | ガンツ | 2004 als Fernsehserie | Gonzo                                  |
| Gekijōban Naruto: Daikatsugeki! Yuki-hime Nimpōchō Dattebayo!!                  | 劇場版ＮＡＲＵＴＯ（ナルト） 大活劇！雪姫忍法帖だってばよ!!                                                                           | 2004 als Film         | Studio Pierrot                         |
| Genshiken (12 Folgen)                                                           | げんしけん | 2004 als Fernsehserie | Palm Studio                            |
| Ghost in the Shell 2: Innocence                                                 | イノセンス, Inosensu, Innocence | 2004 als Film         | Production I.G                         |
| Ghost in the Shell: S.A.C. 2nd GIG (26 Folgen)                                  | 攻殻機動隊 S.A.C. 2nd GIG, Kōkaku Kidōtai: S.A.C. 2nd GIG                                                                             | 2004 als Fernsehserie | Production I.G                         |
| Gin’yū Mokushiroku Meine Liebe (13 Folgen)                                      | 吟遊黙示録マイネリーベ, Gin’yū Mokushiroku Maine Rībe                                                                                 | 2004 als Fernsehserie | Bee Train                              |
| Girls Bravo (24 Folgen)                                                         | ガールズブラボー | 2004 als Fernsehserie | AIC                                    |
| Gokusen (13 Folgen)                                                             | ごくせん | 2004 als Fernsehserie | Madhouse                               |
| Green Green: Erolutions (eine Folge)                                            | グリーングリーンエロリューションズ, Gurīn Gurīn Eroryūshonzu, Green Green Thirteen: Erolutions                                        | 2004 als OVA          | Studio Matrix                          |
| Grenadier – Hohoemi no Senshi (12 Folgen)                                       | グレネーダー ～ほほえみの閃士～, Gurenēdā – Hohoemi no Senshi                                                                         | 2004 als Fernsehserie | Studio Live, Group TAC                 |
| Hana no Joshi Ana: Newscaster Etsuko (2 Folgen)                                 | 花の女子アナ ニュースキャスター・悦子, Foxy Nudes                                                                                     | 2004 als OVA          | AT-2 Project                           |
| Hana to Shōnen (eine Folge)                                                     | 花と少年, The Flower and the Phoenix                                                                                                  | 2004 als OVA          | Toei Animation                         |
| Hanaukyo Maid-tai: La Verite (12 Folgen)                                        | 花右京メイド隊 La Verite, Hanaukyo Maid Team: La Verite                                                                               | 2004 als Fernsehserie | Daume                                  |
| Happy Lesson The Final (3 Folgen)                                               | HAPPY★LESSON THE FINAL | 2004 als OVA          | Studio Hibari                          |
| Harukanaru Toki no Naka de: Hachiyō Shō (26 Folgen)                             | 遙かなる時空の中で ～八葉抄～ | 2004 als Fernsehserie | Yumeta Company                         |
| Hatsukoi (2 Folgen)                                                             | 初恋 | 2004 als OVA          | Lemon Heart                            |
| Hi no Tori (13 Folgen)                                                          | 火の鳥, Phoenix, Bird of Fire | 2004 als Fernsehserie | Tezuka Productions                     |
| Hijikata Toshizō: Shiro no Kiseki (eine Folge)                                  | 土方歳三 白の軌跡, Studio 4°C | 2004 als OVA          |                                        |
| Hikari to Mizu no Daphne (24 Folgen)                                            | 光と水のダフネ, Daphne in the Brilliant Blue                                                                                          | 2004 als Fernsehserie | J.C.Staff                              |
| Hikaru no Go: Hokuto-hai e no Michi (eine Folge)                                | ヒカルの碁 北斗杯への道 | 2004 als Special      | Studio Pierrot                         |
| Hit o Nerae! (8 Folgen)                                                         | ヒットをねらえ！, Smash Hit! | 2004 als Fernsehserie | IMAGIN, Studio Live                    |
| Hitozuma Cosplay Kissa (2 Folgen)                                               | 人妻コスプレ喫茶, Cosplay Cafe | 2004 als OVA          | Milky                                  |
| Honō no Mirage: Minagiwa no Hangyakusha (3 Folgen)                              | 炎の蜃気楼[ミラージュ] -みなぎわの反逆者-, Mirage of Blaze                                                                            | 2004 als OVA          | Madhouse                               |
| Hunter × Hunter: G. I. Final (14 Folgen)                                        | HUNTER×HUNTER G・I Final | 2004 als OVA          | Nippon Animation                       |
| Ichigeki Satchu!! HoiHoi-san (eine Folge)                                       | 一撃殺虫!!ホイホイさん | 2004 als OVA          | Daume                                  |
| Initial D: Fourth Stage (24 Folgen)                                             | 頭文字D Fourth Stage | 2004 als Fernsehserie | A.C.G.T                                |
| Interlude (3 Folgen)                                                            | インタールード | 2004 als OVA          | Happinet Pictures, Tōei Animation      |
| InuYasha – Fire on the Mystic Island                                            | 犬夜叉 紅蓮の蓬莱島, InuYasha: Guren no Hōraijima                                                                                     | 2004 als Film         | Sunrise                                |
| Inuyasha Special: Meguri Au Mae no Unmei Koiuta (eine Folge)                    | 犬夜叉スペシャル めぐり逢う前の運命恋歌                                                                                               | 2004 als Special      | Sunrise                                |
| Jūbei-chan 2 – Siberia Yagyū no Gyakushū (13 Folgen)                            | 十兵衛ちゃん2 -シベリア柳生の逆襲-, Jūbei-chan 2 – Shiberia Yagyū no Gyakushū                                                         | 2004 als Fernsehserie | Madhouse                               |
| Kakyūsei 2 – Hitomi no Naka no Shōjo-tachi (13 Folgen)                          | 下級生２ ～瞳の中の少女たち～ | 2004 als Fernsehserie | Arms                                   |
| Kaleido Star – New Wings Extra Stage (eine Folge)                               | カレイドスター 新たなる翼－EXTRA STAGE－                                                                                              | 2004 als OVA          | Gonzo, G&G Entertainment               |
| Kannazuki no Miko (12 Folgen)                                                   | 神無月の巫女 | 2004 als Fernsehserie | TNK                                    |
| Katekyō Hitman Reborn! (203 Folgen)                                             | 家庭教師ヒットマンREBORN!, Reborn! | 2004 als Fernsehserie | Artland                                |
| Kenran Butōsai: The Mars Daybreak (26 Folgen)                                   | 絢爛舞踏祭ザ･マーズ･デイブレイク, Mars Daybreak                                                                                       | 2004 als Fernsehserie | Bones                                  |
| Kidō Senshi Gundam MS IGLOO: Ichinen Sensō Hiwa                                 | 機動戦士ガンダム MS IGLOO <イグルー> -1年戦争秘話-, Mobile Suit Gundam MS IGLOO: The Hidden One Year War                              | 2004 als Film         | Sunrise                                |
| Kidō Senshi Gundam Seed Destiny (50 Folgen)                                     | 機動戦士ガンダムSEED DESTINY, Mobile Suit Gundam Seed Destiny                                                                         | 2004 als Fernsehserie | Sunrise                                |
| Kimagure Robot (eine Folge)                                                     | きまぐれロボット, Kimagure Robotto, The Capricious Robot                                                                              | 2004 als OVA          | Studio 4°C                             |
| Kimi ga Nozomu Eien Gaiden: Akane Maniax – Nagareboshi Densetsu Gōda (3 Folgen) | 君が望む永遠外伝 アカネマニアックス〜流れ星伝説剛田〜, Akane Maniax                                                                   | 2004 als OVA          | Silver                                 |
| King of Bandit Jing in Seventh Heaven (3 Folgen)                                | 王ドロボウJing in Seventh Heaven, Ō Dorobō Jing in Seventh Heaven                                                                     | 2004 als OVA          | Aniplex                                |
| Kita e. (12 Folgen)                                                             | 北へ。 | 2004 als Fernsehserie | Studio Deen                            |
| Koi Kaze (13 Folgen)                                                            | 恋風, Love Wind | 2004 als Fernsehserie | A.C.G.T                                |
| Kono Minikuku mo Utsukushii Sekai (12 Folgen)                                   | この醜くも美しい世界, This Ugly Yet Beautiful World                                                                                   | 2004 als Fernsehserie | Gainax, Shaft                          |
| Kurau: Phantom Memory (24 Folgen)                                               | クラウ ファントムメモリー, Phantom Memory Kurau                                                                                       | 2004 als Fernsehserie | Bones                                  |
| Kyō kara Maō! (117 Folgen)                                                      | 今日からマ王! | 2004 als Fernsehserie | Studio Deen                            |
| Lime-iro Senkitan: Nankoku Yume Roman (2 Folgen)                                | らいむいろ戦奇譚 南国夢浪漫, Raimuiro Senkitan: Nankoku Yume Roman, Lime-iro Senkitan: The South Island Dream Romantic Adventure      | 2004 als OVA          | Studio Hibari                          |
| Love Love? (9 Folgen)                                                           | LOVE♥LOVE? | 2004 als Fernsehserie | IMAGIN, Studio Live                    |
| Madlax (24 Folgen)                                                              | マドラックス | 2004 als Fernsehserie | Bee Train                              |
| Mahō Shōjo Lyrical Nanoha (13 Folgen)                                           | 魔法少女リリカルなのは, Magical Girl Lyrical Nanoha                                                                                   | 2004 als Fernsehserie | Seven Arcs                             |
| Mahō Shōjo Tai Arusu (40 Folgen)                                                | 魔法少女隊アルス, Tweeny Witches | 2004 als Fernsehserie | Studio 4°C                             |
| Major (154 Folgen)                                                              | メジャー, Mejā | 2004 als Fernsehserie | Studio Hibari, SynergySP               |
| Maria-sama ga Miteru (39 Folgen)                                                | マリア様がみてる | 2004 als Fernsehserie | Studio Deen                            |
| Meitantei Conan: Conan to Kid to Crystal Mother (eine Folge)                    | 名探偵コナン コナンとキッドとクリスタル・マザー, Meitantei Konan: Konan to Kiddo to Kurisutaru Mazā                                   | 2004 als OVA          | TMS Entertainment                      |
| Memories Off 3.5 – Inori no Todoku Toki (2 Folgen)                              | メモリーズオフ3.5〜祈りの届く刻〜 | 2004 als OVA          | Picture Magic, Rikuentai               |
| Memories Off 3.5 – Omoide no Kanata e (2 Folgen)                                | メモリーズオフ3.5〜想い出の彼方へ〜                                                                                                   | 2004 als OVA          | Picture Magic, Rikuentai               |
| Mermaid Melody: Pichi Pichi Pitch Pure (39 Folgen)                              | マーメイドメロディー ぴちぴちピッチ ピュア                                                                                            | 2004 als Fernsehserie | Actas, Synergy Japan                   |
| Mezzo (13 Folgen)                                                               | メゾ, Mezzo DSA | 2004 als Fernsehserie | Arms                                   |
| Midori no Hibi (13 Folgen)                                                      | 美鳥の日々, Midori Days | 2004 als Fernsehserie | Studio Pierrot                         |
| Mind Game                                                                       | マインド・ゲーム, Maindo Gēmu | 2004 als Film         | Studio 4°C                             |
| Misaki Chronicle – Divergence Eve (13 Folgen)                                   | みさき クロニクル ~ダイバージェンス・イヴ~                                                                                            | 2004 als Fernsehserie | Radix                                  |
| Monster (74 Folgen)                                                             | モンスター | 2004 als Fernsehserie | Madhouse                               |
| Munto: Toki no Kabe o Koete (eine Folge)                                        | MUNTO 時の壁を越えて | 2004 als OVA          | Kyōto Animation                        |
| Mutsu Enmei Ryū Gaiden: Shura no Toki (26 Folgen)                               | 陸奥圓明流外伝 修羅の刻 | 2004 als Fernsehserie | Studio Comet                           |
| My-HiME (26 Folgen)                                                             | 舞-HiME, Mai-HiME | 2004 als Fernsehserie | Sunrise                                |
| Naruto: Konoha no Sato no Daiundōkai                                            | -ナルト- 木ノ葉の里の大うん動会 | 2004 als Film         | Studio Pierrot                         |
| Natsuiro no Sunadokei (2 Folgen)                                                | 夏色の砂時計 | 2004 als OVA          | Picture Magic, Rikuentai               |
| Ninin ga Shinobuden (12 Folgen)                                                 | ニニンがシノブ伝 | 2004 als Fernsehserie | Ufotable                               |
| Ojamajo Doremi Na-i-sho (13 Folgen)                                             | おジャ魔女どれみナ・イ・ショ | 2004 als OVA          | Tōei Animation                         |
| One Piece – Der Fluch des heiligen Schwerts                                     | ONE PIECE 呪われた聖剣, One Piece: Norowareta Seiken                                                                                  | 2004 als Film         | Tōei Animation                         |
| Onegai Twins (eine Folge)                                                       | おねがい☆ツインズ, Please Twins! | 2004 als OVA          | Daume                                  |
| Otogizōshi (26 Folgen)                                                          | お伽草子 | 2004 als Fernsehserie | Production I.G                         |
| Panda-Z: The Robonimation (30 Folgen)                                           | パンダーゼット THE ROBONIMATION, Panda Zetto: The Robonimation                                                                        | 2004 als Fernsehserie | Bee Media, Synergy Japan               |
| Paranoia Agent (13 Folgen)                                                      | 妄想代理人, Mōsō Dairinin | 2004 als Fernsehserie | Madhouse                               |
| Phantom The Animation (3 Folgen)                                                | | 2004 als OVA          | Earth Create, KSS                      |
| Pretty Cure (49 Folgen)                                                         | ふたりはプリキュア, Futari wa PuriKyua, Futari wa PreCure                                                                             | 2004 als Fernsehserie | Tōei Animation                         |
| Ragnarok The Animation (26 Folgen)                                              | ラグナロク ジ アニメーション, RTA | 2004 als Fernsehserie | G&G Entertainment                      |
| Re: Cutie Honey (3 Folgen)                                                      | Re:キューティーハニー | 2004 als OVA          | Tōei Animation, Gainax                 |
| Rockman.EXE Stream (51 Folgen)                                                  | ロックマンエグゼStream, Rokkuman Eguze Stream                                                                                         | 2004 als Fernsehserie | Xebec                                  |
| Rozen Maiden (12 Folgen)                                                        | ローゼンメイデン, Rōzen Meiden | 2004 als Fernsehserie | Nomad                                  |
| Ryūsei Sentai Musumetto (13 Folgen)                                             | 流星戦隊ムスメット | 2004 als Fernsehserie | TNK                                    |
| Saint Seiya: Tenkai Hen Josō – Overture                                         | 聖闘士星矢 天界編 序奏 ~overture~ | 2004 als Film         | Tōei Animation                         |
| Saiyuki Reload Gunlock (26 Folgen)                                              | 最遊記 RELOAD GUNLOCK | 2004 als Fernsehserie | Studio Pierrot                         |
| Sakura Taisen: Le Nouveau Paris (3 Folgen)                                      | サクラ大戦 ル・ヌーヴォー・巴里, Sakura Wars – Le Nouveau Paris                                                                       | 2004 als OVA          | Radix                                  |
| Samurai 7 (26 Folgen)                                                           | サムライセブン, Samurai Seven | 2004 als Fernsehserie | Gonzo                                  |
| Samurai Champloo (26 Folgen)                                                    | サムライチャンプルー | 2004 als Fernsehserie | Manglobe                               |
| Samurai Gun (12 Folgen)                                                         | サムライガン | 2004 als Fernsehserie | Avex, Inc., Studio Egg                 |
| School Rumble (26 Folgen)                                                       | スクールランブル | 2004 als Fernsehserie | Studio Comet                           |
| Sensei no Ojikan (20 Folgen)                                                    | せんせいのお時間, Doki Doki School Hours                                                                                              | 2004 als Fernsehserie | J.C.Staff, Studio Guts, Studio Matrix  |
| Sgt. Frog (263 Folgen)                                                          | ケロロ軍曹, Keroro Gunsō | 2004 als Fernsehserie | Sunrise                                |
| Shadow Skill 3 (eine Folge)                                                     | SHADOW SKILL ~クルダ流交殺法の秘密~                                                                                                   | 2004 als OVA          | Tandm                                  |
| Shadow Skill: Kuruda-ryu Kōsatsu-hō no Himitsu (eine Folge)                     | SHADOW SKILL ～クルダ流交殺法の秘密～, Shadow Skill: Secret of the Kurudan Style                                                      | 2004 als OVA          | Tandm                                  |
| Shin Getter Robo (13 Folgen)                                                    | 新ゲッターロボ, New Getter Robo | 2004 als OVA          | Brain's Base                           |
| Shinkon Gattai Godannar!! Second Season (13 Folgen)                             | 神魂合体ゴーダンナー!! SECOND SEASON                                                                                                  | 2004 als Fernsehserie | AIC A.S.T.A., Oriental Light and Magic |
| Sōkyū no Fafner (26 Folgen)                                                     | 蒼穹のファフナー, Sōkyū no Fafunā | 2004 als Fernsehserie | Xebec                                  |
| Steamboy                                                                        | スチームボーイ | 2004 als Film         | Sunrise                                |
| Stratos 4 (2 Folgen)                                                            | ストラトス・フォー, Sutaratosu Fō | 2004 als OVA          | Studio Fantasia                        |
| Suna Bōzu (24 Folgen)                                                           | 砂ぼうず, Desert Punk | 2004 als Fernsehserie | Gonzo                                  |
| Tactics (25 Folgen)                                                             | タクティクス | 2004 als Fernsehserie | Studio Deen                            |
| Takigakure no Shitō Ore ga Eiyū Dattebayo! (eine Folge)                         | 滝隠れの死闘 オレが英雄だってばよ! | 2004 als OVA          | Studio Pierrot                         |
| Tales of Phantasia: The Animation (4 Folgen)                                    | テイルズ オブ ファンタジア THE ANIMATION, Teiruzu obu Fantashia: The Animation                                                        | 2004 als OVA          | Actas                                  |
| Teizokurei Daydream (4 Folgen)                                                  | 低俗霊DAYDREAM, Ghost Talker's Daydream, Vulgar Ghost Daydream                                                                        | 2004 als OVA          |                                        |
| Tembatsu Angel Rabbie (eine Folge)                                              | 天罰エンジェルラビィ☆, XX Angel Rabbie                                                                                                | 2004 als OVA          | AIC Spirits                            |
| Tenjo Tenge (24 Folgen)                                                         | 天上天下 | 2004 als Fernsehserie | Madhouse                               |
| Tetsujin 28-gō (26 Folgen)                                                      | 鉄人28号, Gigantor | 2004 als Fernsehserie | Palm Studio                            |
| ToHeart: Remember my memories (13 Folgen)                                       | | 2004 als Fernsehserie | AIC A.S.T.A., Oriental Light and Magic |
| Top o Nerae 2! (6 Folgen)                                                       | トップをねらえ 2!, Gunbuster 2: Diebuster, Aim for the Top 2!                                                                         | 2004 als OVA          | Gainax                                 |
| Tottoko Hamutaro: Ham Ham Paradi-chu! Hamutaro to Fushigi no Oni no Ehonto      | とっとこハム太郎はむはむぱらだいちゅ！ ハム太郎とふしぎのオニの絵本塔                                                                 | 2004 als Film         | TMS Entertainment                      |
| Tottoko Hamutaro: Hamuchanzu no Mezase! Hamuhamu Kin Medal (eine Folge)         | ハムちゃんずのめざせ！ハムハム金メダル ～はしれ！はしれ！だいさくせん～                                                               | 2004 als OVA          | TMS Entertainment                      |
| Tottoko Hamutaro: Hamuchanzu to Niji no Kuni no Ōjisama (eine Folge)            | ハムちゃんずと虹の国の王子さま～せかいでいちばんのたからもの～                                                                        | 2004 als OVA          | TMS Entertainment                      |
| Transformer: Superlink (52 Folgen)                                              | トランスフォーマー スーパーリンク, Toransufōmā: Sūpārinku, Transformers: Energon                                                      | 2004 als Fernsehserie | Actas                                  |
| Tsukuyomi – Moon Phase (26 Folgen)                                              | 月詠 -MOON PHASE- | 2004 als Fernsehserie | Shaft                                  |
| UFO Princess Walküre: Deluxe (eine Folge)                                       | 円盤皇女ワるきゅーレDELUXE, Yūfō Purinsesu Warukyūre: Deluxe                                                                          | 2004 als OVA          | TNK                                    |
| Uta Kata (13 Folgen)                                                            | うた∽かた | 2004 als Fernsehserie | Hal Film Maker                         |
| Das wandelnde Schloss (Anime)                                                   | ハウルの動く城, Hauru no Ugoku Shiro                                                                                                  | 2004 als Film         | Studio Ghibli                          |
| Wind – A Breath of Heart (13 Folgen)                                            | ウインド ア ブレス オブ ハート | 2004 als Fernsehserie | Radix                                  |
| Yakitate!! Japan (69 Folgen)                                                    | 焼きたて!!ジャぱん | 2004 als Fernsehserie | Sunrise                                |
| Yu-Gi-Oh! Der Film                                                              | 遊☆戯☆王デュエルモンスターズ 光のピラミッド, Yū-Gi-Ō Dyueru Monsutāzu: Hikari no Piramiddo, Yu-Gi-Oh! The Movie: Pyramid of Light     | 2004 als Film         | Gallop                                 |
| Yu-Gi-Oh! GX (180 Folgen)                                                       | 遊☆戯☆王デュエルモンスターズGX, Yu-Gi-Oh! Duel Monster GX                                                                             | 2004 als Fernsehserie | Gallop                                 |
| Yumeria (12 Folgen)                                                             | ゆめりあ | 2004 als Fernsehserie | Studio Deen                            |
| Zipang (26 Folgen)                                                              | ジパング | 2004 als Fernsehserie | Studio Deen                            |

## 2005
| Name                                                                                    | Alternative Namen | Veröffentlichungsjahr | Studio(s)                                            |
| --------------------------------------------------------------------------------------- | --- | --------------------- | ---------------------------------------------------- |
| Air                                                                                     | Air: The Movie | 2005 als Film         | Tōei Animation                                       |
| Air in Summer (2 Folgen)                                                                | AIR イン サマー, Air in Samā | 2005 als Special      | Kyōto Animation                                      |
| Amaenaideyo!! (13 Folgen)                                                               | あまえないでよっ!!, Amaenai de Yo!! | 2005 als Fernsehserie | Studio Deen                                          |
| Ane to Boin (2 Folgen)                                                                  | 姉とボイン | 2005 als OVA          | Milky                                                |
| Angel Heart (50 Folgen)                                                                 | エンジェル・ハート | 2005 als Fernsehserie | TMS Entertainment                                    |
| Animal Yokocho (51 Folgen)                                                              | アニマル横町 | 2005 als Fernsehserie | Gallop, Dongwoo Animation                            |
| Arashi no Yoru ni                                                                       | あらしのよるに | 2005 als Film         | Group TAC                                            |
| Aria The Animation (13 Folgen)                                                          | アリア ジ アニメーション | 2005 als Fernsehserie | Hal Film Maker                                       |
| Ashita Genki ni Nare! ~Hanbun no Satsumaimo~                                            | あした元気にな〜れ! 〜半分のさつまいも〜 | 2005 als Film         | AYCO, Studio Kermadec                                |
| Bakunyū Shimai (2 Folgen)                                                               | 爆乳姉妹, Invasion of the Booby Snatchers | 2005 als OVA          | Digital Works, Y.O.U.C.                              |
| Basilisk – Chronik der Koga-Ninja (24 Folgen)                                           | バジリスク 〜甲賀忍法帖〜, Bashirisuku – Kōga Nimpōchō | 2005 als Fernsehserie | Gonzo                                                |
| B-Densetsu! Battle B-Daman: Fire Spirits (51 Folgen)                                    | B-伝説! バトルビーダマン 炎魂, B-Densetsu! Batoru Bīdaman: Faiyā Supirittsu                                                                                      | 2005 als Fernsehserie | Nihon Animedia                                       |
| Bible Black: Only-han (2 Folgen)                                                        | バイブルブラック・オンリー版, Baibura Burakku: Onrī-han | 2005 als OVA          | Studio Jam                                           |
| Black Cat (24 Folgen)                                                                   | ブラックキャット, Burakku Kyatto | 2005 als Fernsehserie | Gonzo                                                |
| Black Jack: Futari no Kuroi Isha                                                        | ブラック・ジャック ふたりの黒い医者 | 2005 als Film         | Tezuka Productions                                   |
| Bleach: The Sealed Sword Frenzy (eine Folge)                                            | | 2005 als OVA          | Studio MAT                                           |
| Blood+ (50 Folgen)                                                                      | BLOOD+ | 2005 als Fernsehserie | Production I.G                                       |
| Boin (2 Folgen)                                                                         | boin | 2005 als OVA          | Sindaebang Film                                      |
| Boku no Bokugo (eine Folge)                                                             | ぼくの防空壕, My Air Raid Shelter | 2005 als Special      | Shin’ei Dōga                                         |
| Boku wa Imōto ni Koi o Suru: Secret Sweethearts – Kono Koi wa Himitsu (eine Folge)      | 僕は妹に恋をする シークレット・スウィートハート この恋はひみつ                                                                                                   | 2005 als OVA          |                                                      |
| Bokusatsu Tenshi Dokuro-chan (12 Folgen)                                                | 撲殺天使ドクロちゃん | 2005 als Fernsehserie | Hal Film Maker                                       |
| Buzzer Beater (13 Folgen)                                                               | | 2005 als Fernsehserie | TMS Entertainment                                    |
| Cambrian (2 Folgen)                                                                     | カンブリアン | 2005 als OVA          | Milky                                                |
| Canvas 2 – Niji-iro no Sketch (24 Folgen)                                               | Canvas2 ～虹色のスケッチ～, Canvas2 ～Rainbow Coloured Sketch～                                                                                                  | 2005 als Fernsehserie | Zexcs                                                |
| Capeta (52 Folgen)                                                                      | カペタ, Kapeta | 2005 als Fernsehserie | Studio Comet                                         |
| Chibo (2 Folgen)                                                                        | 痴母, Mother Knows Breast | 2005 als OVA          | Y.O.U.C.                                             |
| Cluster Edge (25 Folgen)                                                                | クラスターエッジ | 2005 als Fernsehserie | Sunrise                                              |
| Comic Party Revolution (13 Folgen)                                                      | こみっくパーティーRevolution, Komikku Pātī Revolution | 2005 als Fernsehserie | Chaos Project, Radix                                 |
| Daishikkin Helena (2 Folgen)                                                            | 大失禁へレナ, Elfen Laid | 2005 als OVA          | Y.O.U.C.                                             |
| Damekko Dōbutsu (26 Folgen)                                                             | だめっこどうぶつ | 2005 als Fernsehserie | Magic Bus                                            |
| Dangerous Jii-san Ja (20 Folgen)                                                        | でんぢゃらすじーさん邪 | 2005 als Fernsehserie |                                                      |
| D.C.S.S. – Da Capo Second Season (26 Folgen)                                            | D.C.S.S. 〜ダ・カーポ セカンドシーズン〜 | 2005 als Fernsehserie | feel.                                                |
| Deko Boko Friends (Folgen)                                                              | | 2005 als Fernsehserie | Shogakukan                                           |
| Detektiv Conan – Das Komplott über dem Ozean                                            | 名探偵コナン 水平線上の陰謀, Meitantei Konan: Suihei Senjō no Sutoratejī                                                                                         | 2005 als Film         | TMS Entertainment                                    |
| Digital Monster X-evolution                                                             | デジタルモンスター ゼヴォリューション | 2005 als Film         | Tōei Animation                                       |
| Dinobreaker (40 Folgen)                                                                 | ディノブレイカー, D.I.C.E. | 2005 als Fernsehserie | Xebec                                                |
| Doraemon (? Folgen)                                                                     | ドラえもん | 2005 als Fernsehserie | Shin’ei Dōga                                         |
| Dr. Pinoko no Mori no Bōken                                                             | Dr. ピノコの森の冒険 | 2005 als Film         | Tezuka Productions                                   |
| Dr. Pinoko no Mori no Bōken                                                             | Dr. ピノコの森の冒険, Dr. Pinoko's Forest Adventure | 2005 als Kurzfilm     | Tezuka Productions                                   |
| Duel Masters: Curse of the Deathphoenix                                                 | デュエル・マスターズ 闇の城の魔龍凰, Dyueru Masutāzu: Kāsu obu za Desufenikkusu                                                                                  | 2005 als Film         | Studio Hibari                                        |
| Eien no Aseria (2 Folgen)                                                               | 永遠のアセリア, The Eternal Aseria | 2005 als OVA          | Studio Matrix                                        |
| Eikoku Koi Monogatari Emma (12 Folgen)                                                  | 英國戀物語エマ | 2005 als Fernsehserie | Studio Pierrot                                       |
| Elfen Lied (eine Folge)                                                                 | エルフェンリート, Erufen Rīto, Elfen Lied Folge 10.5 | 2005 als OVA          | Arms                                                 |
| Emma – Eine viktorianische Liebe (12 Folgen)                                            | 英國戀物語エマ, Eikoku Koi Monogatari Emma | 2005 als Fernsehserie | Studio Pierrot                                       |
| Erementar Gerad (26 Folgen)                                                             | エレメンタル ジェレイド | 2005 als Fernsehserie | Xebec                                                |
| Eureka Seven (51 Folgen)                                                                | 交響詩篇エウレカセブン, Kōkyōshihen Eureka Sebun, Psalms of Planets Eureka seveN                                                                                 | 2005 als Fernsehserie | Bones                                                |
| Eyeshield 21 (145 Folgen)                                                               | アイシールド21 | 2005 als Fernsehserie | Gallop                                               |
| Fate/stay night (24 Folgen)                                                             | フェイト/ステイナイト | 2005 als Fernsehserie | Studio Deen                                          |
| Final Fantasy VII: Advent Children                                                      | ファイナルファンタジーVII: アドベントチルドレン | 2005 als Film         | Square Enix, Visual Works                            |
| Full Metal Panic! The Second Raid (13 Folgen)                                           | フルメタル パニック! The Second Raid | 2005 als Fernsehserie | Kyōto Animation                                      |
| Fullmetal Alchemist – Der Film: Der Eroberer von Shamballa                              | 劇場版 鋼の錬金術師 シャンバラを征く者, Gekijōban Hagane no Renkinjutsushi – Shanbara o Yuku Mono                                                                | 2005 als Film         | Bones                                                |
| Fushigiboshi no Futago Hime (103 Folgen)                                                | ふしぎ星の☆ふたご姫 | 2005 als Fernsehserie | Hal Film Maker                                       |
| Futakoi Alternative (13 Folgen)                                                         | フタコイ オルタナティブ | 2005 als Fernsehserie | Ufotable                                             |
| Futari wa Pretty Cure Max Heart (47 Folgen)                                             | ふたりはプリキュア Max Heart, Futari wa PuriKyua Max Heart | 2005 als Fernsehserie | Tōei Animation                                       |
| Futari wa Pretty Cure Max Heart                                                         | ふたりはプリキュア Max Heart, Futari wa PuriKyua Max Heart | 2005 als Film         | Tōei Animation                                       |
| Futari wa Pretty Cure Max Heart 2: Yukizora no Tomodachi                                | ふたりはプリキュア Max Heart 2 雪空のともだち, Futari wa PuriKyua Max Heart 2: Yukizora no Tomodachi                                                             | 2005 als Film         | Tōei Animation                                       |
| Gallery Fake (37 Folgen)                                                                | ギャラリーフェイク, Galerians: Rion | 2005 als Fernsehserie | Minamimachi Bugyousho, TMS Entertainment, Tokyo Kids |
| Garasu no Usagi                                                                         | ガラスのうさぎ, The Glass Rabbit | 2005 als Film         | Magic Bus                                            |
| Gekijōban Naruto: Daigekitotsu! Maboroshi no Chitei Iseki Dattebayo                     | 劇場版NARUTO - 大激突！幻の地底遺跡だってばよ | 2005 als Film         | Studio Pierrot                                       |
| Ghost in the Shell: Stand Alone Complex – The Laughing Man (eine Folge)                 | 攻殻機動隊 S.A.C. The Laughing Man, Kōkaku Kidōtai: S.A.C. The Laughing Man                                                                                      | 2005 als OVA          | Production I.G                                       |
| Ginban Kaleidoscope (12 Folgen)                                                         | 銀盤 カレイドスコープ, Ginban Kareidosukōpu | 2005 als Fernsehserie | Karaku                                               |
| Ginga Densetsu Weed (26 Folgen)                                                         | 銀牙伝説ウィード | 2005 als Fernsehserie | Studio Deen                                          |
| Ginga Tetsudō Monogatari: Wasurerareta Toki no Wakusei (eine Folge)                     | 銀河鉄道物語 ～忘れられた時の惑星～ | 2005 als OVA          | Planet                                               |
| Gintama (eine Folge)                                                                    | 銀魂 〜何事も最初が肝心なので多少背伸びするくらいが丁度良い〜 | 2005 als OVA          | Sunrise                                              |
| Glass no Kamen (51 Folgen)                                                              | ガラスの仮面, Glass Mask | 2005 als Fernsehserie | Tokyo Movie                                          |
| Gokiburi-chan (20 Folgen)                                                               | ゴキブリちゃん | 2005 als Fernsehserie | Eiken                                                |
| Gokujo Seitokai (26 Folgen)                                                             | 極上生徒会, Best Student Council | 2005 als Fernsehserie | J.C.Staff                                            |
| Growlanser IV (eine Folge)                                                              | Growlanser IV: Wayfarer of Time | 2005 als OVA          | Atlus                                                |
| Guardian Hearts: Power Up! (4 Folgen)                                                   | がぁーでぃあんHearts ぱわーあっぷ！ | 2005 als OVA          | Studio Venet                                         |
| Gunparade Orchestra (24 Folgen)                                                         | ガンパレード・オーケストラ, Ganparēdo Ōkesutora | 2005 als Fernsehserie | Brain’s Base                                         |
| Gun×Sword (26 Folgen)                                                                   | ガン×ソード, Gan×Sōdo | 2005 als Fernsehserie | AIC A.S.T.A.                                         |
| Haitokuzuma (2 Folgen)                                                                  | 背徳妻, Immoral Wife, Insatiable | 2005 als OVA          | Milky                                                |
| Hametsu No Mars (eine Folge)                                                            | 破滅のマルス, Mars of Destruction | 2005 als OVA          | Wao World                                            |
| Happy Seven (13 Folgen)                                                                 | はっぴぃセブン | 2005 als Fernsehserie | Studio Hibari, Trinet Entertainment                  |
| Haru o Daiteita (2 Folgen)                                                              | 春を抱いていた, Embracing Love: Cherished Spring | 2005 als OVA          | Trinet Entertainment                                 |
| Harukanaru Toki no Naka de: Hachiyō Shō (2 Folgen)                                      | 遙かなる時空の中で ～八葉抄～ | 2005 als OVA          | Yumeta Company                                       |
| Haruwo                                                                                  | ハルヲ | 2005 als Kurzfilm     |                                                      |
| He Is My Master (12 Folgen)                                                             | これが私の御主人様, Kore ga Watashi no Goshujin-sama | 2005 als Fernsehserie | Gainax, Shaft                                        |
| Hininden Gausu (eine Folge)                                                             | 緋忍伝-呀宇種（ガウス） | 2005 als OVA          | Pink Pineapple                                       |
| Hitozuma Ryōjoku Sankanbi (2 Folgen)                                                    | 人妻凌辱参観日, Desperate Carnal Housewives | 2005 als OVA          | Milky                                                |
| Hōkago - Nureta Seifuku (3 Folgen)                                                      | 放課後 ～濡れた制服～, After Class Lesson | 2005 als OVA          | T-Rex                                                |
| Honey and Clover (38 Folgen)                                                            | ハチミツとクローバー, Hachimitsu to Clover | 2005 als Fernsehserie | J.C.Staff                                            |
| Hotori - Tada Saiwai o Koinegau (eine Folge)                                            | ほとり～たださいわいを希う, Hotori - The Simple Wish for Joy, I Only Want Happiness                                                                              | 2005 als Special      | Sunrise                                              |
| Hurdle                                                                                  | ハードル | 2005 als Film         | Magic Bus                                            |
| Ichigo 100% (26 Folgen)                                                                 | いちご100% | 2005 als Fernsehserie | Madhouse                                             |
| Ichigo Mashimaro (12 Folgen)                                                            | 苺ましまろ, Strawberry Marshmallow | 2005 als Fernsehserie | Daume                                                |
| Iria: Zeiram – The Animation (6 Folgen)                                                 | イリヤの空,UFOの夏 | 2005 als OVA          | Tōei Animation                                       |
| I"s Pure (6 Folgen)                                                                     | アイズピュア, Aizu Pyua | 2005 als OVA          | Studio Pierrot                                       |
| Itsudatte My Santa! (2 Folgen)                                                          | いつだってMyサンタ! | 2005 als OVA          | TNK                                                  |
| Izumo: Takeki Tsurugi no Senki (12 Folgen)                                              | IZUMO -猛き剣の閃記- | 2005 als Fernsehserie | Studio Kyuma                                         |
| Jigoku Shōjo (26 Folgen)                                                                | 地獄少女, Hell Girl | 2005 als Fernsehserie | Studio Deen                                          |
| Jinki: Extend (13 Folgen)                                                               | JINKI:EXTEND | 2005 als Fernsehserie | feel                                                 |
| Kahey no Umi                                                                            | 嘉兵衛の海, Kahē no Umi | 2005 als Film         | Dōga Kōbō                                            |
| Kakurenbo: Hide & Seek                                                                  | カクレンボ, Kakurenbo | 2005 als Film         | Yamatoworks                                          |
| Kaleido Star – Layla Hamilton Monogatari (eine Folge)                                   | カレイドスター Legend of Phoenix ～レイラ・ハミルトン物語～ | 2005 als OVA          | Gonzo                                                |
| Kamichu! (16 Folgen)                                                                    | かみちゅ!～かみさまでちゅうがくせい～, Kamichu! – Kami-sama de Chūgakusei                                                                                        | 2005 als Fernsehserie | Brain’s Base                                         |
| Karas (6 Folgen)                                                                        | | 2005 als OVA          | Tatsunoko Production                                 |
| Karin (24 Folgen)                                                                       | かりん | 2005 als Fernsehserie | J.C.Staff                                            |
| Kidō Senshi Gundam Seed Destiny Final Plus: The Chosen Future (eine Folge)              | 機動戦士ガンダムSEED DESTINY FINAL PLUS 『選ばれた未来』, Mobile Suit Gundam Seed Destiny Final Plus: The Chosen Future                                          | 2005 als OVA          | Sunrise                                              |
| Kin’iro no Corda – primo passo (26 Folgen)                                              | 金色のコルダ〜primo passo〜, Kin’iro no Koruda – primo passo, La Corda D’Oro – primo passo                                                                       | 2005 als Fernsehserie | Yumeta Company                                       |
| Kino no Tabi: Nanika o Suru Tame ni                                                     | キノの旅 ～何かをするために～, Kino’s Journey – Life Goes On | 2005 als Film         | A.C.G.T                                              |
| Kirameki Project (5 Folgen)                                                             | きらめき☆プロジェクト, Kirameki Purojekkuto | 2005 als OVA          | Studio Fantasia                                      |
| Koi Koi 7 (13 Folgen)                                                                   | こいこい7, Koi Koi Seven | 2005 als Fernsehserie | Studio Flag                                          |
| Kumo no Mukō, Yakusoku no Basho                                                         | 雲のむこう、約束の場所, The Place Promised in Our Early Days, Beyond the Clouds, The Promised Place                                                              | 2005 als Film         |                                                      |
| Kyōshoku Sōkō Guyver (26 Folgen)                                                        | 強殖装甲ガイバー | 2005 als Fernsehserie | OLM                                                  |
| Last Order – Final Fantasy VII (eine Folge)                                             | ラストオーダー -ファイナルファンタジーVII- | 2005 als OVA          | Madhouse                                             |
| Lime-iro Ryūkitan X – Koi, Oshiete Kudasai (13 Folgen)                                  | らいむいろ流奇譚 X CROSS ～恋、オシヘテクダサイ。～, Raimuiro Ryūkitan X – Koi, Oshiete Kudasai                                                                  | 2005 als Fernsehserie | A.C.G.T                                              |
| Loveless (12 Folgen)                                                                    | ラブレス | 2005 als Fernsehserie | J.C.Staff                                            |
| Magister Negi Magi (26 Folgen)                                                          | 魔法先生ネギま!, Mahō Sensei Negima! | 2005 als Fernsehserie | Xebec                                                |
| Mahō Shōjo Lyrical Nanoha A's (13 Folgen)                                               | 魔法少女リリカルなのは エース, Magical Girl Lyrical Nanoha A's                                                                                                   | 2005 als Fernsehserie | Seven Arcs                                           |
| Mahoraba – Heartful days (26 Folgen)                                                    | まほらば ~Heartful days~ | 2005 als Fernsehserie | J.C.Staff                                            |
| Mai-Otome (26 Folgen)                                                                   | 舞-乙HiME | 2005 als Fernsehserie | Sunrise                                              |
| MÄR – Märchen Awakens Romance (102 Folgen)                                              | MÄR-メルヘヴン-, MÄR – Meruhevun | 2005 als Fernsehserie | Synergy Japan                                        |
| Meitantei Conan: Hyōteki wa Mōri Kogorō!! Shōnen Tanteidan Maruhi Chōsa (eine Folge)    | 名探偵コナン 標的は小五郎!! 少年探偵団マル秘調査, Meitantei Konan: Hyōteki wa Mōri Kogorō!! Shōnen Tanteidan Maruhi Chōsa                                        | 2005 als OVA          | TMS Entertainment                                    |
| Mini Pato                                                                               | ミニパト, Minipat | 2005 als Film         | Production I.G                                       |
| Mushishi (26 Folgen)                                                                    | 蟲師 | 2005 als Fernsehserie | Artland                                              |
| Noein: Mō Hitori no Kimi e (24 Folgen)                                                  | ウルトラマニアック | 2005 als Fernsehserie | Satelight                                            |
| One Piece – Baron Omatsuri und die geheimnisvolle Insel                                 | ONE PIECE THE MOVIE オマツリ男爵と秘密の島, One Piece the Movie: Omatsuri-danshaku to Himitsu no Shima                                                           | 2005 als Film         | Tōei Animation                                       |
| One Piece: Nenmatsu Tokubetsu Kikaku! Mugiwara no Ruffy Oyabun Torimonochō (eine Folge) | ONE PIECE 年末特別企画! 麦わらのルフィ親分捕物帖 | 2005 als Special      | Tōei Animation                                       |
| Papa to Kiss in the Dark (2 Folgen)                                                     | パパとKISS IN THE DARK | 2005 als OVA          | TNK                                                  |
| Paradise Kiss (12 Folgen)                                                               | パラダイス・キス, Paradaisu Kisu | 2005 als Fernsehserie | Madhouse                                             |
| Peach Girl (25 Folgen)                                                                  | ピーチガール | 2005 als Fernsehserie | Studio Comet                                         |
| Petopeto-san (13 Folgen)                                                                | ぺとぺとさん | 2005 als Fernsehserie | Xebec M2                                             |
| The Prince of Tennis - The Two Samurai: The First Game                                  | テニスの王子様 二人のサムライ, Tennis no Ōjisama - Futari no Samurai                                                                                             | 2005 als Film         | Production I.G                                       |
| The Prince of Tennis: A Gift from Atobe                                                 | 跡部からの贈り物, Atobe's Gift - Tennis no Ojisama Movie Special.                                                                                                | 2005 als Kurzfilm     | Production I.G, Trans Arts                           |
| Rockman.EXE Beast (25 Folgen)                                                           | ロックマンエグゼBEAST, Rokkuman Eguze Beast | 2005 als Fernsehserie | Xebec                                                |
| Rockman.EXE: Hikari to Yami no Program                                                  | ロックマンエグゼ 光と闇の遺産, Rokkuman Eguze: Hikari to Yami no Puroguramu                                                                                      | 2005 als Film         | Xebec                                                |
| Rozen Maiden Träumend (12 Folgen)                                                       | ローゼンメイデン ~ トロイメント, Rōzen Meiden: Toroimento | 2005 als Fernsehserie | Nomad                                                |
| Saint Beast – Ikusen no Hiru to Yoru Hen (2 Folgen)                                     | セイント・ビースト～幾千の昼と夜 編~ | 2005 als OVA          | Madhouse                                             |
| Saint Seiya: Meiō Hades Meikai Hen Kōshō (12 Folgen)                                    | 聖闘士星矢 冥王ハーデス冥界編 | 2005 als OVA          | Tōei Animation                                       |
| Saishū Heiki Kanojo – Another Love Song (2 Folgen)                                      | 最終兵器彼女 〜Another love song〜 | 2005 als OVA          | Studio Fantasia                                      |
| School Rumble OVA: Ichigakki Hoshū (2 Folgen)                                           | スクールランブルOVA一学期補習 | 2005 als OVA          | Studio Comet                                         |
| Seikai no Senki III (2 Folgen)                                                          | 星界の戦旗 III | 2005 als OVA          | Sunrise                                              |
| Sentō Yōsei Shōjo: Tasukete! Mave-chan (eine Folge)                                     | 戦闘妖精少女 たすけて！メイヴちゃん, Sentō Yōsei Shōjo: Tasukete! Meivu-chan                                                                                     | 2005 als OVA          | Studio Fantasia                                      |
| Shakugan no Shana (24 Folgen)                                                           | 灼眼のシャナ | 2005 als Fernsehserie | J.C.Staff                                            |
| Shuffle! (24 Folgen)                                                                    | シャッフル! | 2005 als Fernsehserie | Asread                                               |
| Sōkyū no Fafner: Right of Left (eine Folge)                                             | 蒼穹のファフナー RIGHT OF LEFT, Sōkyū no Fafunā: Right of Left                                                                                                   | 2005 als Special      | Xebec                                                |
| Solty Rei (24 Folgen)                                                                   | ソルティレイ | 2005 als Fernsehserie | AIC, Gonzo                                           |
| Sōsei no Aquarion (26 Folgen)                                                           | 創聖のアクエリオン, Sōsei no Akuerion | 2005 als Fernsehserie | Satelight                                            |
| Speed Grapher (24 Folgen)                                                               | スピードグラファー | 2005 als Fernsehserie | Gonzo, TAP, Studio Easter                            |
| Stratos 4: Advance (6 Folgen)                                                           | ストラトス・フォー アドヴァンス, Sutaratosu Fō Adovansu | 2005 als OVA          | Studio Fantasia                                      |
| Street Fighter Zero 2 (eine Folge)                                                      | ストリートファイターZERO 2, Street Fighter Alpha: Generations | 2005 als OVA          | A.P.P.P.                                             |
| Suki na Mono wa Suki Dakara Shōganai!! (13 Folgen)                                      | 好きなものは好きだからしょうがない!!, Sukisho!, Sukisyo! | 2005 als Fernsehserie | Zexcs                                                |
| Suzuka (26 Folgen)                                                                      | 涼風 | 2005 als Fernsehserie | Studio Comet                                         |
| Tohai Densetu Akagi – Yamini Maiorita Tensai (26 Folgen)                                | 闘牌伝説アカギ 〜闇に舞い降りた天才〜 | 2005 als Fernsehserie | Madhouse                                             |
| ToHeart2 (13 Folgen)                                                                    | トゥハート2 | 2005 als Fernsehserie | Oriental Light and Magic, Studio Easter              |
| Top o Nerae! & Top o Nerae 2! Gattai Gekijōban!!                                        | トップをねらえ！＆トップをねらえ２！合体劇場版!!, Gunbuster vs Diebuster Aim for the Top! The GATTAI!! Movie, Gunbuster vs Diebuster                             | 2005 als Film         | Gainax                                               |
| Transformer: Galaxy Force (52 Folgen)                                                   | トランスフォーマー ギャラクシーフォース, Toransufōmā: Gyarakushī Fōsu, Transformers: Cybertron                                                                   | 2005 als Fernsehserie | Gonzo                                                |
| Trinity Blood (24 Folgen)                                                               | トリニティ・ブラッド, Toriniti Buraddo | 2005 als Fernsehserie | Gonzo                                                |
| Tsubasa Chronicle (52 Folgen)                                                           | ツバサ・クロニクル〜年代記〜, Tsubasa Kuronikuru | 2005 als Fernsehserie | Bee Train                                            |
| Tsubasa Chronicle                                                                       | 劇場版ツバサ・クロニクル〜年代記〜 鳥カゴの国の姫君, Gekijōban Tsubasa Kuronikuru: Torikago no Kuni no Himegimi, Tsubasa Chronicle: Torikago no Kuni no Himegimi | 2005 als Film         | Production I.G                                       |
| Tsuini Gekitotsu! Jōnin tai Genin!! Musabetsu Dairansen Taikai Kaisai!! (eine Folge)    | ついに激突！上忍VS下忍！！無差別大乱戦大会開催！！ | 2005 als OVA          | Studio Pierrot                                       |
| Die U-Bahn-Grabscher-Bande (2 Folgen)                                                   | 悪戯～いたずら～ The Animation, Akugi: Itazura The Animation, G-spot Express                                                                                     | 2005 als OVA          | Arms                                                 |
| UFO Princess Walküre: Seireisetsu no Hanayome (6 Folgen)                                | 円盤皇女ワるきゅーレ 星霊節の花嫁, Yūfō Purinsesu Warukyūre: Seireisetsu no Hanayome                                                                             | 2005 als OVA          | TNK                                                  |
| Ultimate Girl (12 Folgen)                                                               | ＵＧ☆アルティメットガール, UG Arutimetto Gāru | 2005 als Fernsehserie | Studio Matrix                                        |
| Xenosaga: The Animation (12 Folgen)                                                     | ゼノサーガ THE ANIMATION | 2005 als Fernsehserie | Tōei Animation                                       |
| Zettai Shōnen (26 Folgen)                                                               | 絶対少年, Absolute Boy | 2005 als Fernsehserie | Ajia-dō                                              |